# Bioscope

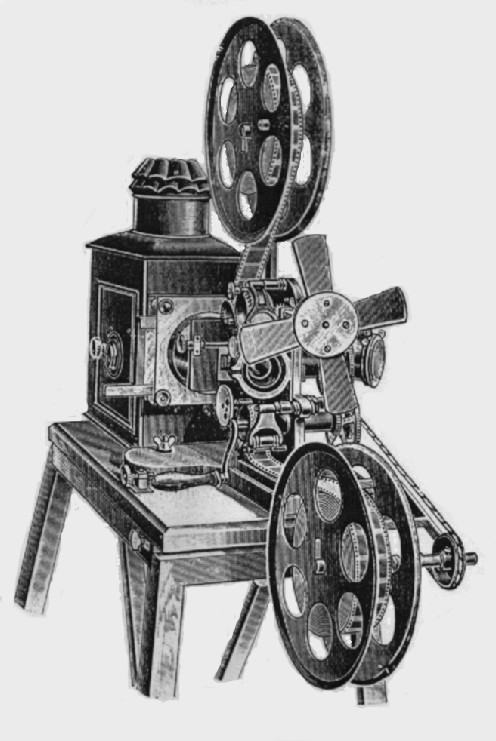
Bioscope del año 1900

El  Bioscope  es un aparato óptico utilizado para reproducir y proyectar imágenes en movimiento (acoplado a una linterna mágica). Fue inventado por Max Skladanowsky a quien se atribuye la invención del cine, ya que hizo la primera proyección antes que los hermanos Lumière en 1895.

## Bioscope
El  Bioscope  de Jules Duboscq (1850) o  stéréofantascope , consistía en dos tambores que giraban de forma sincrónica con los objetivos de un estereoscopio para reconstruir ambos: el relieve y el movimiento. Este sistema podía animar fotografías, pero no podía hacerlas.
El  Bioscope  de Georges Demeny (1895), era la competencia del cinematógrafo de los hermanos Lumière, iba acoplado con un  biographe . El "biógrafo" hacía el papel de grabadora de imágenes, y el Bioscope (derivado de la cámara cronomatográfica de Etienne-Jules Marey) servía para reproducirlas. Las imágenes, tomadas sobre película por "biógrafo", se cortaban y pegaban en anillo sobre un disco de vidrio. El disco se colocaba en el Bioscope y se hacía girar con una manivela. Estos discos podían ser adaptados a una linterna mágica.

## Bioskop
El "Bioskop" del alemán Max Skladanowsky (1895) utilizaba dos películas de cuarenta y ocho imágenes cada una, por un período de proyección que no excedía los diez segundos. Skladanowsky se proclamó a sí mismo el inventor de las  primeras imágenes en movimiento proyectadas en una pantalla , y el nombre de "Bioskop" ha sido utilizado como definición de cine (incluyendo las salas de proyección) en los países de habla alemana.